# Michal Hejný
Michal Hejný (25. května 1955 Praha – 22. října 1996 Oneonta) byl český herec, student DAMU, který v roce 1978 ve svých 23 letech emigroval do Spojených států amerických. České veřejnosti je známý především rolí Čendy Bujnocha ve filmu Dívka na koštěti.

## Životopis
Narodil se v rodině vědeckých pracovníků. Jeho otcem byl český botanik Slavomil Hejný, matkou rostlinná fyzioložka Liselotte Teltscherová. Po absolvování základní školy byl přijat na hudebně dramatické oddělení Státní konzervatoře v Praze, kde se setkal s řadou zajímavých lidí. Profesorkou herectví mu zde byla Jaroslava Adamová.
Po dvou letech na konzervatoři přešel společně se spolužačkami Simonou Stašovou a Janou Paulovou na DAMU. Zde se však díky své příliš nonkonformní povaze dostal do sporu s vyučující herečkou Světlou Amortovou, která byla členkou Komunistické strany Československa a prokomunisticky smýšlející, což nakonec vyústilo v jeho vyloučení ze školy.
Poté působil dvě sezony v Severomoravském divadle v Šumperku, kde byla jeho kolegyní také herečka Jiřina Jelenská.
V létě 1978 vycestoval na devizový příslib do Itálie, kde měl řadu přátel a odkud se již nevrátil. Po krátkém pobytu v Římě odcestoval do Spojených států amerických, kam ho to již od školních let táhlo. Zde se dostal na hereckou školu Lee Strasberga (Lee Strasberg Theatre and Film Institute), ale studium nedokončil a vzdal se i své herecké kariéry. Podle jeho vlastních slov bylo pro něj herectví jen prostředkem, jak uniknout před komunistickým útlakem.[zdroj?]
Kromě všeobecně známé role v Dívce na koštěti se mihl před kamerou v seriálech Žena za pultem a dvě věty (stopáž 4:00) v 17. díle 30 případů majora Zemana. Vzhledem k zákazu filmování v prvních ročnících konzervatoře a DAMU však jeho filmografie nečítá vícero položek.
V Americe se nakazil virem HIV, načež se u něj rozvinula AIDS vyvolaná PML, na niž posléze zemřel.